# Каср ел Бинт
Каср ал‑Бинт (арап. قصر البنت, што значи „Палата Фараонове кћери“) представља најбоље очувани самостални храм у античкој градској зони Петра. Смештен је северозападно од Великог храма и југозападно од Темпла Летећих лавова, уз Караванску улицу и са погледом на Вади Муса.

## Историја
Подигнут је око 30. п. н. е. током периода владавине краља Аретаса IV, као главни храм набатејске религије. Локална легенда о фараоновој кћери даје му данашње име: према причи, она је задала да снабдевање водом одлучи њену будућу славу.  После римске анексије 106. н. е. храм је адаптиран за култове римских цара – вероватно империјалне религиозне церемоније.

## Посвећеност божанству
Званична религиозна посвета храма остаје предмет научне расправе:
- Положај према жртвеном жртвенику, који је посвећен богу Душара, указује да је он могао бити главно божанство овог храма.
- Грчки натпис у источној просторији наговештава могуће поштовање бога Zeus Hypsistos.
- Присуство бајтил стене (аниконског култног објекта) указује на могућу посвећеност богини Al‑Uzza, еквивалентној Афродити.

## Архитектура
- Храм се уздиже на подијуму од отпадачког камења ashlar и достиже висину до 23 м. планиран је скоро квадратном основом (~27,9 × 27,6 м).
- Приступ је преко мермерних степеница (26 или 27 корака) са опозвоночком рампом.
- Северна фасада је украшена четири коринтска стуба између пиластера, прекривеним штуком.
- Унутрашња структура обухвата: прoнаос (предворје), наос (главна просторија) и трикоморни адитон са централном целом, где се налазио култни подијум.
- Визуализују се декоративни делови: подиспуштени гипсани фризови, дрвене траке (string courses) од ливанског кедра који су повећавали стабилност и отпорност на земљотресе.

## Култ и ритуали
Храм је био центар религијског живота Набатејаца у Петри.
- Жртвени жртвеник испред храма коришћен је за обреде у част бога Душаре.
- У храму су се изводиле церемоније посвећене заштити и благостању града и становника.
- Неке ритуалне праксе указују на мешавину локалних и хеленистичких религијских утицаја.

## Рестаураторски радови
Због оштећења насталих у земљотресу 272. н. е. и каснијих разарања, храм је пролазио кроз више фаза рестаурације и конзервације:
- Археолошка ископавања почела су у 20. веку, када су откривени остаци оригиналне конструкције.
- Савремени радови укључују стабилизацију зидова, конзервацију дрвених делова и реконструкцију мермерних степеница.
- Посебан акценат је стављен на очување аутентичности и интегритета архитектуре, уз примену савремених техника за заштиту од земљотреса.